# 82. ceremonia wręczenia Złotych Globów
82. ceremonia wręczenia Złotych Globów, amerykańskich nagród filmowych i telewizyjnych, honorująca produkcje z 2024 roku, odbyła się 5 stycznia 2025 w The Beverly Hilton w Beverly Hills. Była emitowana na żywo przez stację telewizyjną CBS. Poprowadziła ją Nikki Glaser.
Nominacje zostały ogłoszone 9 grudnia 2024. W kategoriach kinowych Emilia Pérez otrzymał ich 10, co jest najwyższym wynikiem edycji i drugim najwyższym w historii Złotych Globów (zaraz za Nashville z 1975). W kategoriach telewizyjnych najwięcej nominacji (5) otrzymał The Bear. Najwięcej nagród w kategoriach kinowych otrzymał Emilia Pérez, zaś w kategoriach telewizyjnych Szōgun (po 4).

## Informacje o ceremonii
25 marca 2024 stacja telewizyjna CBS ogłosiła kupno praw do transmisji telewizyjnej Złotych Globów na pięć następnych lat. 2 kwietnia 2024 organizatorzy nagród ogłosili daty wydarzeń związanych z następną edycją, w tym zapowiedzieli organizację ceremonii ich wręczenia na 5 stycznia 2025. 1 sierpnia 2024 poinformowali, że producentami wykonawczymi wydarzenia będą ponownie Glenn Weiss i Ricky Kirshner. 28 sierpnia 2024 ogłosili, że poprowadzi je komiczka Nikki Glaser. 2 grudnia 2024 podali laureatów nagród honorowych i ogłosili, że po raz pierwszy ich wręczenie odbędzie się nie podczas głównej ceremonii, ale osobnego przyjęcia, zapowiedzianego na dwa dni wcześniej w tym samym miejscu. 2 stycznia 2025 zapowiedzieli prezenterów podczas gali.

## Laureaci i nominacje
Źródła:

### Kategorie kinowe
| Najlepszy film dramatyczny | Najlepszy film komediowy lub musical |
| --- | --- |
| - The Brutalist - Diuna: Część druga - Kompletnie nieznany - Konklawe - Miedziaki - September 5 | - Emilia Pérez - Anora - Challengers - Prawdziwy ból - Substancja - Wicked |
| Najlepszy aktor w filmie dramatycznym | Najlepsza aktorka w filmie dramatycznym |
| - Adrien Brody – The Brutalist jako László Tóth - Timothée Chalamet – Kompletnie nieznany jako Bob Dylan - Daniel Craig – Queer jako William Lee - Colman Domingo – Sing Sing jako John „Divine G.” Whitfield - Ralph Fiennes – Konklawe jako kardynał Thomas Lawrence - Sebastian Stan – Wybraniec jako Donald Trump           | - Fernanda Torres – Wciąż tu jestem jako Eunice Paiva - Pamela Anderson – The Last Showgirl jako Shelly - Angelina Jolie – Maria Callas jako Maria Callas - Nicole Kidman – Babygirl jako Romy Mathis - Tilda Swinton – W pokoju obok jako Martha Hunt - Kate Winslet – Lee jako Lee Miller |
| Najlepszy aktor w filmie komediowym lub musicalu | Najlepsza aktorka w filmie komediowym lub musicalu |
| - Sebastian Stan – A Different Man jako Edward Lemuel / Guy Moratz - Jesse Eisenberg – Prawdziwy ból jako David Kaplan - Hugh Grant – Heretic jako pan Reed - Gabriel LaBelle – Saturday Night jako Lorne Michaels - Jesse Plemons – Rodzaje życzliwości jako Robert, Daniel i Andrew - Glen Powell – Hit Man jako Gary Johnson | - Demi Moore – Substancja jako Elisabeth Sparkle - Amy Adams – Nightbitch jako matka - Cynthia Erivo – Wicked jako Elphaba Thropp - Karla Sofía Gascón – Emilia Pérez jako Emilia Pérez / Juan „Manitas” Del Monte - Mikey Madison – Anora jako Anora „Ani” Mikheeva - Zendaya – Challengers jako Tashi Duncan |
| Najlepszy aktor drugoplanowy w filmie | Najlepsza aktorka drugoplanowa w filmie |
| - Kieran Culkin – Prawdziwy ból jako Benji Kaplan - Jurij Borisow – Anora jako Igor - Edward Norton – Kompletnie nieznany jako Pete Seeger - Guy Pearce – The Brutalist jako Harrison Van Buren - Jeremy Strong – Wybraniec jako Roy Cohn - Denzel Washington – Gladiator II jako Makrynus                                      | - Zoe Saldaña – Emilia Pérez jako Rita Mora Castro - Selena Gomez – Emilia Pérez jako Jessi Del Monte - Ariana Grande – Wicked jako Galinda Upland - Felicity Jones – The Brutalist jako Erzsébet Tóth - Margaret Qualley – Substancja jako Sue - Isabella Rossellini – Konklawe jako siostra Agnes |
| Najlepszy reżyser | Najlepszy scenariusz |
| - Brady Corbet – The Brutalist - Jacques Audiard – Emilia Pérez - Sean Baker – Anora - Edward Berger – Konklawe - Coralie Fargeat – Substancja - Payal Kapadia – Wszystkie odcienie światła | - Peter Straughan – Konklawe - Jacques Audiard – Emilia Pérez - Sean Baker – Anora - Brady Corbet i Mona Fastvold – The Brutalist - Jesse Eisenberg – Prawdziwy ból - Coralie Fargeat – Substancja |
| Najlepsza muzyka | Najlepsza piosenka |
| - Trent Reznor i Atticus Ross – Challengers - Volker Bertelmann – Konklawe - Daniel Blumberg – The Brutalist - Kris Bowers – Dziki robot - Clément Ducol i Camille – Emilia Pérez - Hans Zimmer – Diuna: Część druga | - „El Mal” (Clément Ducol, Camille i Jacques Audiard) – Emilia Pérez - „Beautiful That Way” (Andrew Wyatt, Miley Cyrus i Lykke Li) – The Last Showgirl - „Compress / Repress” (Trent Reznor, Atticus Ross i Luca Guadagnino) – Challengers - „Forbidden Road” (Robbie Williams, Freddy Wexler i Sacha Skarbek) – Better Man: Niesamowity Robbie Williams - „Kiss the Sky” (Delacey, Jordan K. Johnson, Stefan Johnson, Maren Morris, Michael Pollack i Ali Tamposi) – Dziki robot - „Mi Camino” (Clément Ducol i Camille) – Emilia Pérez |
| Najlepszy film animowany | Najlepszy film nieanglojęzyczny |
| - Flow - Dziki robot - Pamiętnik ślimaka - Vaiana 2 - W głowie się nie mieści 2 - Wallace i Gromit: Zemsta pingwina | - Emilia Pérez (Francja) - Wciąż tu jestem (Brazylia) - Dziewczyna z igłą (Polska/Szwecja/Dania) - Nasienie świętej figi (USA/Niemcy) - Vermiglio (Włochy) - Wszystkie odcienie światła (USA/Francja/Indie) |
| Osiągnięcie kinowe i finansowe | |
| - Wicked - Beetlejuice Beetlejuice - Deadpool & Wolverine - Dziki robot - Gladiator II - Obcy: Romulus - Twisters - W głowie się nie mieści 2 | |

### Kategorie telewizyjne
| Najlepszy serial dramatyczny | Najlepszy serial komediowy lub musical |
| --- | --- |
| - Szōgun - Dzień Szakala - Dyplomatka - Kulawe konie - Pan i pani Smith - Squid Game | - Hacks - The Bear - Dżentelmeni - Misja: Podstawówka - Nikt tego nie chce - Zbrodnie po sąsiedzku |
| Najlepszy miniserial, serial antologiczny lub film telewizyjny | Najlepszy występ w telewizyjnym stand-upie komediowym |
| - Reniferek - Detektyw: Kraina nocy - Pingwin - Potwory: Historia Lyle’a i Erika Menendezów - Ripley - Sprostowanie | - Ali Wong – Ali Wong: Single Lady - Jamie Foxx – Jamie Foxx: What Had Happened Was… - Nikki Glaser – Nikki Glaser: Someday You’ll Die - Seth Meyers – Seth Meyers: Tata przed egzekucją - Adam Sandler – Adam Sandler: Love You - Ramy Youssef – Ramy Youssef: Więcej uczuć                                                          |
| Najlepszy aktor w serialu dramatycznym | Najlepsza aktorka w serialu dramatycznym |
| - Hiroyuki Sanada – Szōgun jako Lord Yoshii Toranaga - Donald Glover – Pan i pani Smith jako John Smith / Michael - Jake Gyllenhaal – Uznany za niewinnego jako Rusty Sabich - Gary Oldman – Kulawe konie jako Jackson Lamb - Eddie Redmayne – Dzień Szakala jako „Szakal” - Billy Bob Thornton – Landman: Negocjator jako Tommy Norris               | - Anna Sawai – Szōgun jako Toda Mariko - Kathy Bates – Matlock jako Madeline Kingston / „Matty” Matlock - Emma D’Arcy – Ród Smoka jako Rhaenyra Targaryen - Maya Erskine – Pan i pani Smith jako Jane Smith / Alana - Keira Knightley – Black Doves jako Helen Webb - Keri Russell – Dyplomatka jako Katherine „Kate” Wyler           |
| Najlepszy aktor w serialu komediowym lub musicalu | Najlepsza aktorka w serialu komediowym lub musicalu |
| - Jeremy Allen White – The Bear jako Carmen „Carmy” Berzatto - Adam Brody – Nikt tego nie chce jako Noah Roklov - Ted Danson – Tajny informator jako Charles - Steve Martin – Zbrodnie po sąsiedzku jako Charles-Haden Savage - Jason Segel – Terapia bez trzymanki jako Jimmy Laird - Martin Short – Zbrodnie po sąsiedzku jako Oliver Putnam        | - Jean Smart – Hacks jako Deborah Vance - Kristen Bell – Nikt tego nie chce jako Joanne - Quinta Brunson – Misja: Podstawówka jako Janine Teagues - Ayo Edebiri – The Bear jako Sydney Adamu - Selena Gomez – Zbrodnie po sąsiedzku jako Mabel Mora - Kathryn Hahn – To zawsze Agatha jako Agatha Harkness                            |
| Najlepszy aktor w miniserialu, serialu antologicznym lub filmie telewizyjnym | Najlepsza aktorka w miniserialu, serialu antologicznym lub filmie telewizyjnym |
| - Colin Farrell – Pingwin jako Oswald „Oz” Cobb / Pingwin - Richard Gadd – Reniferek kako Donny Dunn - Kevin Kline – Sprostowanie jako Stephen Brigstocke - Cooper Koch – Potwory: Historia Lyle’a i Erika Menendezów jako Erik Menendez - Ewan McGregor – Dżentelmen w Moskwie jako Alexander Rostov - Andrew Scott – Ripley jako Tom Ripley         | - Jodie Foster – Detektyw: Kraina nocy jako Liz Danvers - Cate Blanchett – Sprostowanie jako Catherine Ravenscroft - Cristin Milioti – Pingwin jako Sofia Gigante (Falcone) - Sofía Vergara – Griselda jako Griselda Blanco - Naomi Watts – Konflikt: Capote kontra socjeta jako Babe Paley - Kate Winslet – Reżim jako Elena Vernham |
| Najlepszy aktor drugoplanowy w serialu, miniserialu, serialu antologicznym lub filmie telewizyjnym | Najlepsza aktorka drugoplanowa w serialu, miniserialu, serialu antologicznym lub filmie telewizyjnym |
| - Tadanobu Asano – Szōgun jako Honda Masanobu - Javier Bardem – Potwory: Historia Lyle’a i Erika Menendezów jako José Menendez - Harrison Ford – Terapia bez trzymanki jako Paul Rhoades - Jack Lowden – Kulawe konie jako River Cartwright - Diego Luna – La Máquina: Bokser jako Andy Pérez - Ebon Moss-Bachrach – The Bear jako Richard Jerimovich | - Jessica Gunning – Reniferek jako Martha Scott - Liza Colón-Zayas – The Bear jako Tina Marrero - Hannah Einbinder – Hacks jako Ava Daniels - Dakota Fanning – Ripley jako Marge Sherwood - Allison Janney – Dyplomatka jako Grace Penn - Kali Reis – Detektyw: Kraina nocy jako Evangeline Navarro                                   |

### Nagrody specjalne
- Nagroda im. Cecila B. DeMille’a: Viola Davis
- Nagroda im. Carol Burnett(inne języki): Ted Danson

## Statystyki

### Filmy
| Liczba | Filmy                      |
| ------ | -------------------------- |
| 10     | Emilia Pérez               |
| 7      | The Brutalist              |
| 6      | Konklawe                   |
| 5      | Anora                      |
| 5      | Substancja                 |
| 4      | Challengers                |
| 4      | Dziki robot                |
| 4      | Prawdziwy ból              |
| 4      | Wicked                     |
| 3      | Kompletnie nieznany        |
| 2      | Wciąż tu jestem            |
| 2      | Diuna: Część druga         |
| 2      | Gladiator II               |
| 2      | The Last Showgirl          |
| 2      | W głowie się nie mieści 2  |
| 2      | Wszystkie odcienie światła |
| 2      | Wybraniec                  |

| Liczba | Filmy         |
| ------ | ------------- |
| 4      | Emilia Pérez  |
| 3      | The Brutalist |

### Programy telewizyjne
| Liczba | Programy                                    | Stacja / platforma |
| ------ | ------------------------------------------- | ------------------ |
| 5      | The Bear                                    | FX / Hulu          |
| 4      | Szōgun                                      | FX / Hulu          |
| 4      | Zbrodnie po sąsiedzku                       | Hulu               |
| 3      | Detektyw: Kraina nocy                       | HBO                |
| 3      | Dyplomatka                                  | Netflix            |
| 3      | Hacks                                       | Max                |
| 3      | Kulawe konie                                | Apple TV+          |
| 3      | Nikt tego nie chce                          | Netflix            |
| 3      | Pan i pani Smith                            | Prime Video        |
| 3      | Pingwin                                     | HBO                |
| 3      | Potwory: Historia Lyle’a i Erika Menendezów | Netflix            |
| 3      | Reniferek                                   | Netflix            |
| 3      | Ripley                                      | Netflix            |
| 3      | Sprostowanie                                | Apple TV+          |
| 2      | Dzień Szakala                               | Peacock            |
| 2      | Misja: Podstawówka                          | ABC                |
| 2      | Terapia bez trzymanki                       | Apple TV+          |

| Liczba | Programy  | Stacja / platforma |
| ------ | --------- | ------------------ |
| 4      | Szōgun    | FX / Hulu          |
| 2      | Hacks     | Max                |
| 2      | Reniferek | Netflix            |